# Fidżi na zimowych igrzyskach olimpijskich
Fidżi na zimowych igrzyskach olimpijskich – występy reprezentacji Fidżi na zimowych igrzyskach olimpijskich.
Fidżi wystawiło reprezentację w zimowych edycjach igrzysk olimpijskich trzykrotnie – w 1988, 1994 i 2002 roku. W reprezentacji znaleźli się biegacz narciarski Rusiate Rogoyawa i narciarz alpejski Laurence Thoms. Najlepszym rezultatem było 55. miejsce w slalomie gigancie, osiągnięte przez Thomsa na igrzyskach w Salt Lake City w 2002 roku.

## Występy na poszczególnych igrzyskach
| Igrzyska            | Rozmiar reprezentacji | Rozmiar reprezentacji | Rozmiar reprezentacji | Rozmiar reprezentacji | Zdobyte medale | Zdobyte medale | Zdobyte medale | Zdobyte medale | Źr.   |
| Igrzyska            | Mężczyźni             | Kobiety               | Razem                 | Dyscypliny            | Złote          | Srebrne        | Brązowe        | Razem          | Źr.   |
| ------------------- | --------------------- | --------------------- | --------------------- | --------------------- | -------------- | -------------- | -------------- | -------------- | ----- |
| Calgary 1988        | 1                     | –                     | 1                     | 1                     | –              | –              | –              | –              | [ 5 ] |
| Lillehammer 1994    | 1                     | –                     | 1                     | 1                     | –              | –              | –              | –              | [ 6 ] |
| Salt Lake City 2002 | 1                     | –                     | 1                     | 1                     | –              | –              | –              | –              | [ 7 ] |